# Chucri Zaidan
Chucri Zaidan (29 octobre 1891 - 16 septembre 1980) est un médecin d'origine syrienne naturalisé brésilien.

## Biographie
Chucri Zaidan est né à Damas, Empire ottoman le 29 octobre 1891, avant d'immigrer  au Brésil en 1925. Installé à São Paulo, il a été naturalisé brésilien.
Zaidan a étudié au Collège des sciences médicales de l'Université américaine de Beyrouth et a obtenu son diplôme de médecin en 1916. Il a été l'un des premiers médecins étrangers à revalider son diplôme au Brésil où il a exercé la médecine obstétricale à l'hôpital Pró-Mater. 
Il est devenu populaire pour soigner gratuitement les pauvres dans sa clinique privée. Sa popularité l'a amené à recevoir en 1966 le titre de citoyen paulistanais de la chambre municipale de São Paulo.
En son honneur, l'Avenida Ao Longo do Dreno do Brooklin a reçu le nom de Doutor Chucri Zaidan par le décret exécutif no. 18 226 du 22 septembre 1982.

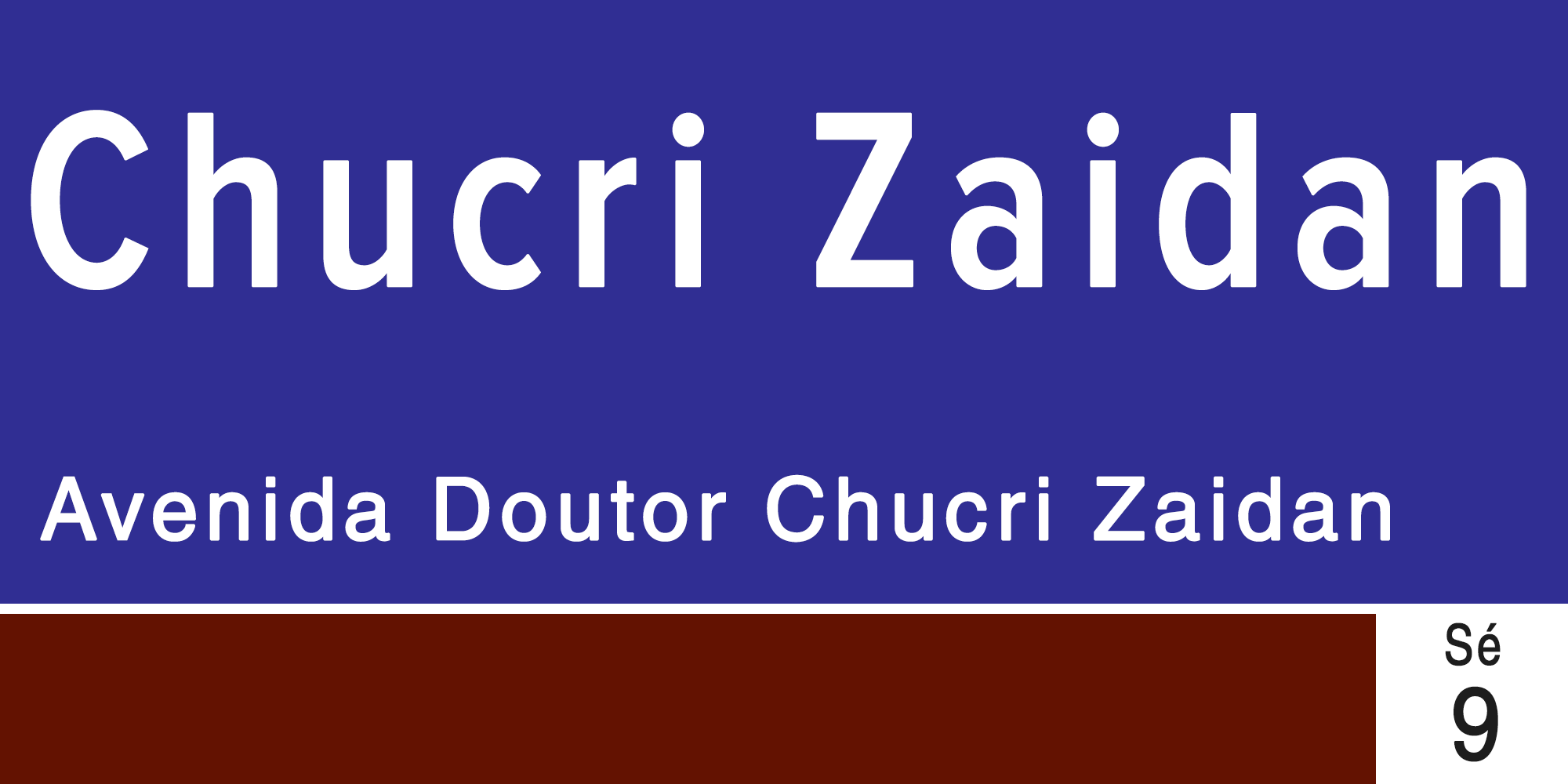
AvChucriZaidan Placa

Une station de métro porte également son nom.